# Comment noyer le Docteur Mracek ou la fin des ondins en Bohême
Pour plus de détails, voir Fiche technique et Distribution.
Comment noyer le Docteur Mracek ou la fin des ondins en Bohême (Jak utopit dr. Mráčka aneb Konec vodníků v Čechách) est un film tchécoslovaque réalisé par Václav Vorlíček, sorti en 1975.

## Synopsis
À Prague, au bord de la Vltava, vivent les sept derniers ondins de Bohême. Leur chef, M. Wassermann, se sert de la famille de sa femme comme de leurs employés. Il y a les frères Bertík, Karel, Alois Vodičky et la fille de ce dernier, Jana. Mme Wassermann les tient en respect à l'aide d'une baguette magique qui peut les transformer en animaux ou en objets.
Tout irait pour le mieux si un responsable de l'urbanisme n'avait décidé de faire démolir leur maison qui communique avec la rivière. Pour empêcher ce funeste projet, Wassermann ne voit qu'une solution : il faut tuer le responsable, le docteur Mráček. Les frères sont chargés de la besogne, mais leur nièce Jana est tombée amoureuse du mortel, et le sauve.
Pendant ce temps, Wassermann assiste au Congrès international des ondins à Hambourg, où on lui reproche la décroissance des ondins de Bohême. Il est décidé de lui envoyer deux ondins, Tomáš et Rolf, qui ont pour mission de faire se multiplier les ondins sur place. Ils doivent éviter deux dangers qui transforment les ondins en humains : se faire transfuser du sang humain, ou avoir des relations sexuelles avec une humaine. Par un malheureux concours de circonstances, c'est ce qui leur arrive.
À son retour, Wassermann se querelle avec sa femme et, usant de sa baguette magique, la transforme en paquet de farine. Malheureusement, un chien s'en empare et l'emporte dans la rue. Le paquet est récupéré par la mère du docteur Mráček, qui décide de faire un gâteau avec la farine, sans savoir qu'il s'agit d'une personne ensorcelée.

## Fiche technique
- Titre original : Jak utopit dr. Mráčka aneb Konec vodníků v Čechách
- Titre français : Comment noyer le Docteur Mracek ou la fin des ondins en Bohême
- Réalisation : Václav Vorlíček
- Scénario : Petr Markov, Miloš Macourek et Václav Vorlíček
- Photographie : Vladimír Novotný
- Montage : Miroslav Hájek
- Musique : Vítězslav Hádl
- Société de production : Studios Barrandov
- Langues : tchèque
- Format : Couleur - Format 35 mm - son mono
- Genre : Comédie
- Durée : 96 minutes
- Dates de sortie :

 Tchécoslovaquie : mars 1975

## Distribution
- Jaromír Hanzlík : Dr. Jindřich Mráček
- Libuše Šafránková : Jana Vodičková
- František Filipovský : Bertík
- Miloš Kopecký : Mr. Wassermann
- Vladimír Menšík : Karel
- Zdeněk Řehoř : Alois
- Stella Zázvorková : Doc. Mráčková
- Eva Trejtnarová : Polly Wassermann
- Čestmír Řanda : Albert Bach
- Míla Myslíková : Matilda Wassermann
- Vlastimil Hašek : Honza
- Jiří Hrzán : Tomáš
- Miroslav Masopust : Rolf
- Gabriela Wilhelmová : Růženka
- Milena Steinmasslová : Krista

## Production

### Genèse et inspiration
On retrouve dans l'histoire la légende selon laquelle les ondins de la mythologie slave recueillent les âmes des noyés pour les mettre en bocal.

### Attribution des rôles
Dans le rôle de Jana, on retrouve l'actrice Libuše Šafránková, qui tenait le rôle principal dans le film précédent du même réalisateur, Trois Noisettes pour Cendrillon. 
D'autres acteurs de ce film ont rejoint la distribution, à l'exception d'Helena Růžičková, pressentie pour le rôle de Mme Wassermann et finalement remplacée par Míla Myslíková dans un de ses rares rôles de mégère.

### Création du générique
Le générique animé est réalisé par Adolf Born.
La chanson du générique (« Znala panna pána ») est interprétée par Helena Vondráčková et Václav Neckář.

### Trucages
Le film se caractérise par ses trucages inventifs. Le directeur artistique, Bohumil Nový, a aussi travaillé sur les films L'Homme du premier siècle d'Oldřich Lipský, Un jour un chat de Vojtěch Jasný, Le premier cri de Jaromil Jireš ou encore Les Diamants de la nuit de Jan Němec.